# Rimorchiate SFV gruppo 01-03
Le rimorchiate 01-03 della SFV di Roma sono state un gruppo di 3 carrozze rimorchiate ad allestimento speciale costruite per la Ferrovia Roma-Fiuggi-Alatri-Frosinone.

## Storia
Per fronteggiare la concorrenza degli autoservizi, esercitati con autobus per l'epoca sempre più moderni e funzionali, la Gestione Commissariale Governativa delle Ferrovie Vicinali decide nel 1925 di abbinare al diretto "Roma-Fiuggi", che effettua le sole fermate di San Cesareo, Zagarolo e Genazzano, un treno rapido estivo detto "di lusso", esercitato senza fermate intermedie e destinato a competere coi torpedoni gran turismo messi in circolazione dalle società automobilistiche concorrenti. L'idea prende corpo quando sono in gestazione due provvedimenti normativi che da un lato tagliano i contributi per il settore ferro-tranviario in concessione, e dall'altro danno un grande impulso agli autobus con le categorie di servizio delle "linee stagionali" e "linee gran turismo".

## Meccanica

La rimorchiata 01 durante le operazioni di scarico

La rimorchiata 03 dal lato privo di una porta

Le tre carrozze sono costruite secondo uno specifico capitolato predisposto dalla concessionaria. Per motivi non noti la larghezza dei rotabili è di 2,40 metri ed eccede di 20 cm la sagoma limite prevista sulla linea, ciò che dà luogo a una lunga serie di prove per il benestare all'esercizio, che si concludono con l'obbligo di installare delle barre orizzontali ai finestrini che limitassero la capacità di sporgersi ai passeggeri. Vengono costruite due carrozze di prima classe e una di terza, con varie differenze tra i tre rotabili:
- Rimorchiate di prima classe

Le carrozze 01 e 02, pressoché identiche, si presentano con una cassa a cinque finestrini lunga 12 metri con la disposizione interna dei sedili 2+1 e trenta posti a sedere; la 01 ospita da un lato il posto bar, la 02 le ritirate destinate ai passeggeri di tutto il treno. Poiché le ritirate e la “buvette” occupano un lato di una piattaforma queste rimorchiate si presentano con la singolare caratteristica di avere tre porte di accesso invece di quattro. 
- Rimorchiata di terza classe

È dotata di cassa a sei finestrini, lunga 11,700 metri; i sedili seguono la disposizione 2+2 per complessivi 46 posti a sedere. Anche la 03 si presenta con tre porte di accesso poiché una piattaforma è parzialmente occupata da un vano bagagli.

## Servizio

Gli interni di prima e terza classe coi posti numerati

Il rapido Roma-Fiuggi viene inaugurato nell'estate del 1927. Caratteristica peculiare di questo treno, esercitato da maggio a settembre, è la possibilità di prenotare i posti e lo spazio per eventuali bagagli in anticipo. Trainato normalmente da un locomotore gruppo 11 il treno di lusso ripaga ampiamente l'investimento effettuato, tanto che già dal 1928 viene utilizzato in particolari periodi di festività oltre che in estate. Il suo esercizio dura fino al 1942. Probabilmente utilizzate per ogni necessità, specie in tempo di guerra, nel periodo di sospensione le tre carrozze perdono i vani riservati a bar, ritirate e bagagliaio e riappaiono in servizio nel dopoguerra con la normale disposizione dei quattro accessi, due per lato. Nonostante esistano immagini dell'immediato dopoguerra del treno nella sua normale composizione alla ripresa ufficiale del rapido, che riappare in orario nel 1953, il treno appare ridotto alle sole carrozze 01 e 02, con la 03 tenuta ferma in deposito. L'esercizio viene soppresso nel 1959, quando l'intero gruppo 01-03 viene destinato alla trasformazione in motrici per la costruzione dei treni urbani a composizione bloccata.